# Winzergenossenschaft Bischoffingen
Zur Bischoffinger Winzergenossenschaft gehören heute etwa 220 Mitglieder, die zusammen insgesamt knapp 200 Hektar Anbaufläche besitzen. Etwa 80 Prozent der Rebfläche bewirtschaften etwa 20 Vollerwerbsbetriebe. Sie liegt am Südwestrand des Kaiserstuhls in der Gemeinde Vogtsburg in Baden-Württemberg und gehört zur Weinanbauregion Baden. Die besten Einzellagen heißen Bischoffinger Steinbuck, Enselberg und Rosenkranz. Die Böden bestehen aus Vulkanverwitterungsgestein mit einer Löss-Lehm-Auflage. Angebaut werden heute Spätburgunder mit einem Anteil von 45 Prozent, Grauburgunder mit 20 Prozent Anteil sowie Weißburgunder, Müller-Thurgau, Gewürztraminer, Muskateller, Chardonnay, Sauvignon Blanc und Cabernet Sauvignon sowie etwa 20 weitere Rebsorten mit einem geringen Anteil der Anbaufläche und Ertragsmenge. Außerdem erzeugen die Mitgliedsbetriebe Edelbrände, Liköre und Weinbrände.
Zu dem weitläufigen Betrieb am Ortsrand gehören neben den notwendigen Verarbeitungs- und Lagergebäuden eine eigene Vinothek sowie ein eigenes Hotel. Die Verantwortung in der Weinbereitung hat Kellermeister Norbert Kuhn, Geschäftsführer ist Thomas Weiler.

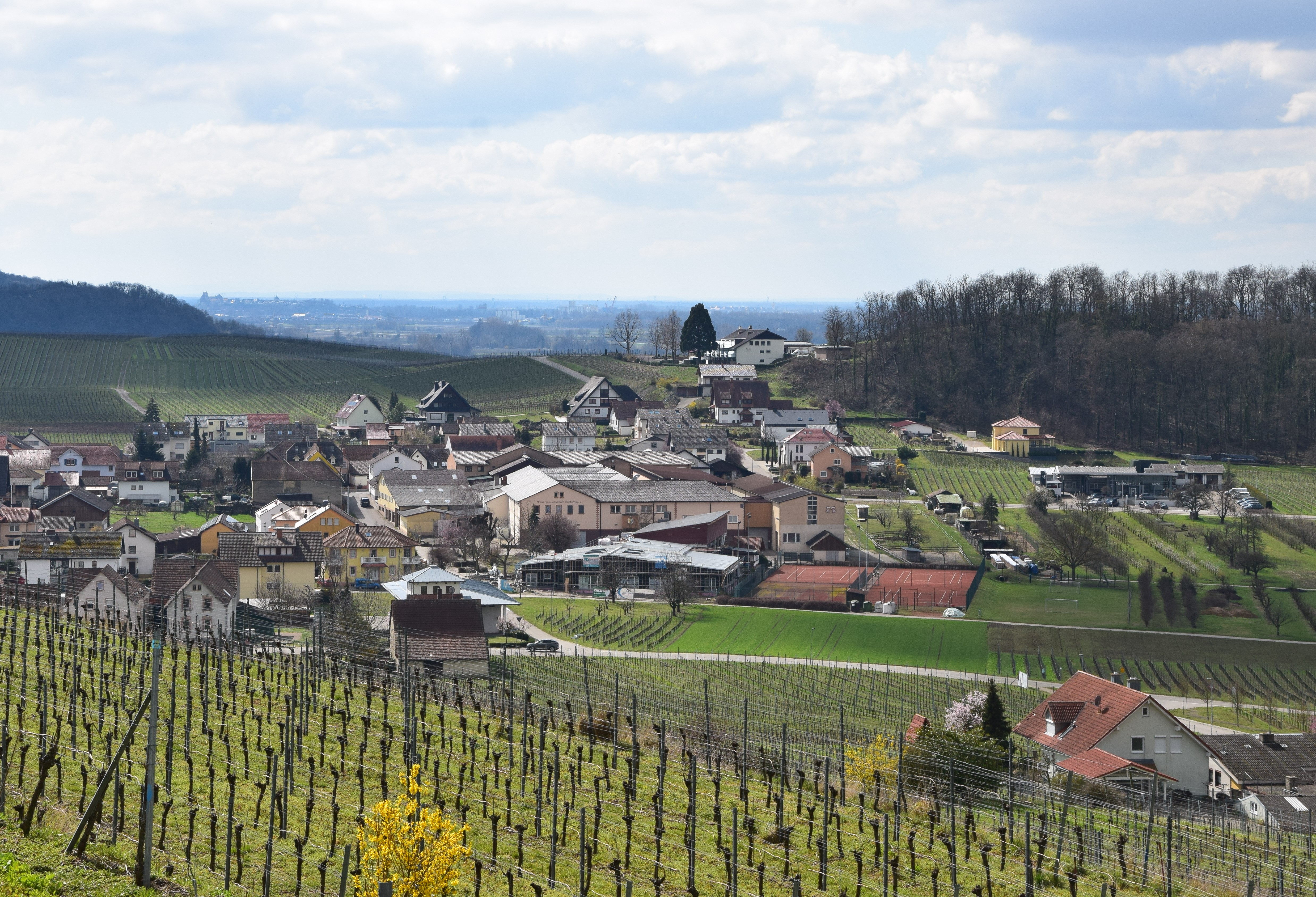
Gebäudekomplex der WG in der Bildmitte

## Geschichte
Am 14. September 1924 wurde die Genossenschaft von 26 Genossen gegründet. Dies war nach katastrophalen Ertragseinbrüchen durch die Reblaus und den Ersten Weltkrieg eine Notgemeinschaft, die zunächst für die Existenzsicherung sorgte. Im Laufe der Jahre entwickelte sich daraus eine leistungsfähige Gemeinschaft, die regelmäßig von anerkannten Institutionen ausgezeichnet wird, so beispielsweise von der DLG bereits zum sechsten Mal in Folge zu den „Top 100“-Winzerbetrieben in Deutschland.
Zum 1. Juli 2010 fusionierte die Winzergenossenschaft mit dem bis dato im Wettbewerb stehenden Betrieb aus Endingen, einem mit 110 Hektar Anbaufläche kleineren Partner. Die Beschlüsse wurden bei den beiden Jahreshauptversammlungen am 24. und 25. November 2010 gefasst und gelten rückwirkend.